# Kanton Cholet-2
Kanton Cholet-2 (fr. Canton de Cholet-2) je francouzský kanton v departementu Maine-et-Loire v regionu Pays de la Loire. Tvoří ho 10 obcí.

## Obce kantonu
- Les Cerqueux
- Chanteloup-les-Bois
- Cholet (část)
- Maulévrier
- Mazières-en-Mauges
- Nuaillé
- Toutlemonde
- Trémentines
- Vezins
- Yzernay